# サウスダコタ州選出のアメリカ合衆国下院議員
サウスダコタ州選出のアメリカ合衆国下院議員は、アメリカ合衆国サウスダコタ州選出のアメリカ下院議員である。

## サウスダコタ州選出議員一覧

### 全州選挙区(第51議会〜第62議会)
| 議会                         | 全州選挙区         | 全州選挙区 | 全州選挙区           | 全州選挙区 |
| 議会                         | 第1                | 政党       | 第2                  | 政党       |
| ---------------------------- | ------------------ | ---------- | -------------------- | ---------- |
| 第51議会 （1889年 - 1891年） | ジョン・ピックラー | 共和党     | オスカー・ギフォード | 共和党     |
| 第52議会 （1891年 - 1893年） | ジョン・ピックラー | 共和党     | ジョン・ギャンブル   | 共和党     |
| 第52議会 （1891年 - 1893年） | ジョン・ピックラー | 共和党     | ジョン・ジョリー     | 共和党     |
| 第53議会 （1893年 - 1895年） | ジョン・ピックラー | 共和党     | ウィリアム・ルーカス | 共和党     |
| 第54議会 （1895年 - 1897年） | ジョン・ピックラー | 共和党     | ロバート・ギャンブル | 共和党     |
| 第55議会 （1897年 - 1899年） | ジョン・ケリー     | 人民党     | フリーマン・ノウルズ | 人民党     |
| 第56議会 （1899年 - 1901年） | チャールズ・バーク | 共和党     | ロバート・ギャンブル | 共和党     |
| 第57議会 （1901年 - 1903年） | チャールズ・バーク | 共和党     | エベン・マーティン   | 共和党     |
| 第58議会 （1903年 - 1905年） | チャールズ・バーク | 共和党     | エベン・マーティン   | 共和党     |
| 第59議会 （1905年 - 1907年） | チャールズ・バーク | 共和党     | エベン・マーティン   | 共和党     |
| 第60議会 （1907年 - 1909年） | フィロ・ホール     | 共和党     | ウィリアム・パーカー | 共和党     |
| 第60議会 （1907年 - 1909年） | フィロ・ホール     | 共和党     | エベン・マーティン   | 共和党     |
| 第61議会 （1909年 - 1911年） | チャールズ・バーク | 共和党     | エベン・マーティン   | 共和党     |
| 第62議会 （1911年 - 1913年） | チャールズ・バーク | 共和党     | エベン・マーティン   | 共和党     |

### 選挙区3(第63議会〜第72議会)
| 議会                         | 地区                           | 地区   | 地区                 | 地区   | 地区                       | 地区   |
| 議会                         | サウスダコタ州1区              | 政党   | サウスダコタ州2区    | 政党   | サウスダコタ州3区          | 政党   |
| ---------------------------- | ------------------------------ | ------ | -------------------- | ------ | -------------------------- | ------ |
| 第63議会 （1913年 - 1915年） | チャールズ・ディロン           | 共和党 | チャールズ・バーク   | 共和党 | エベン・マーティン         | 共和党 |
| 第64議会 （1915年 - 1917年） | チャールズ・ディロン           | 共和党 | ロイヤル・ジョンソン | 共和党 | ハリー・ガンディー         | 民主党 |
| 第65議会 （1917年 - 1919年） | チャールズ・ディロン           | 共和党 | ロイヤル・ジョンソン | 共和党 | ハリー・ガンディー         | 民主党 |
| 第66議会 （1919年 - 1921年） | チャールズ・クリストファーソン | 共和党 | ロイヤル・ジョンソン | 共和党 | ハリー・ガンディー         | 民主党 |
| 第67議会 （1921年 - 1923年） | チャールズ・クリストファーソン | 共和党 | ロイヤル・ジョンソン | 共和党 | ウィリアム・ウィリアムソン | 共和党 |
| 第68議会 （1923年 - 1925年） | チャールズ・クリストファーソン | 共和党 | ロイヤル・ジョンソン | 共和党 | ウィリアム・ウィリアムソン | 共和党 |
| 第69議会 （1925年 - 1927年） | チャールズ・クリストファーソン | 共和党 | ロイヤル・ジョンソン | 共和党 | ウィリアム・ウィリアムソン | 共和党 |
| 第70議会 （1927年 - 1929年） | チャールズ・クリストファーソン | 共和党 | ロイヤル・ジョンソン | 共和党 | ウィリアム・ウィリアムソン | 共和党 |
| 第71議会 （1929年 - 1931年） | チャールズ・クリストファーソン | 共和党 | ロイヤル・ジョンソン | 共和党 | ウィリアム・ウィリアムソン | 共和党 |
| 第72議会 （1931年 - 1933年） | チャールズ・クリストファーソン | 共和党 | ロイヤル・ジョンソン | 共和党 | ウィリアム・ウィリアムソン | 共和党 |

### 選挙区2(第73議会〜第97議会)
| 議会                         | 地区                     | 地区   | 地区                   | 地区   |
| 議会                         | サウスダコタ州1区        | 政党   | サウスダコタ州2区      | 政党   |
| ---------------------------- | ------------------------ | ------ | ---------------------- | ------ |
| 第73議会 （1933年 - 1935年） | フレッド・ヒルデブラント | 民主党 | セオドア・ウェルナー   | 民主党 |
| 第74議会 （1935年 - 1937年） | フレッド・ヒルデブラント | 民主党 | セオドア・ウェルナー   | 民主党 |
| 第75議会 （1937年 - 1939年） | フレッド・ヒルデブラント | 民主党 | フランシス・ケース     | 共和党 |
| 第76議会 （1939年 - 1941年） | カール・ムント           | 共和党 | フランシス・ケース     | 共和党 |
| 第77議会 （1941年 - 1943年） | カール・ムント           | 共和党 | フランシス・ケース     | 共和党 |
| 第78議会 （1943年 - 1945年） | カール・ムント           | 共和党 | フランシス・ケース     | 共和党 |
| 第79議会 （1945年 - 1947年） | カール・ムント           | 共和党 | フランシス・ケース     | 共和党 |
| 第80議会 （1947年 - 1949年） | カール・ムント           | 共和党 | フランシス・ケース     | 共和党 |
| 第81議会 （1949年 - 1951年） | ハロルド・ロブレ         | 共和党 | フランシス・ケース     | 共和党 |
| 第82議会 （1951年 - 1953年） | ハロルド・ロブレ         | 共和党 | エリス・ベリー         | 共和党 |
| 第83議会 （1953年 - 1955年） | ハロルド・ロブレ         | 共和党 | エリス・ベリー         | 共和党 |
| 第84議会 （1955年 - 1957年） | ハロルド・ロブレ         | 共和党 | エリス・ベリー         | 共和党 |
| 第85議会 （1957年 - 1959年） | ジョージ・マクガヴァン   | 民主党 | エリス・ベリー         | 共和党 |
| 第86議会 （1959年 - 1961年） | ジョージ・マクガヴァン   | 民主党 | エリス・ベリー         | 共和党 |
| 第87議会 （1961年 - 1963年） | ベン・レイフェル         | 共和党 | エリス・ベリー         | 共和党 |
| 第88議会 （1963年 - 1965年） | ベン・レイフェル         | 共和党 | エリス・ベリー         | 共和党 |
| 第89議会 （1965年 - 1967年） | ベン・レイフェル         | 共和党 | エリス・ベリー         | 共和党 |
| 第90議会 （1967年 - 1969年） | ベン・レイフェル         | 共和党 | エリス・ベリー         | 共和党 |
| 第91議会 （1969年 - 1971年） | ベン・レイフェル         | 共和党 | エリス・ベリー         | 共和党 |
| 第92議会 （1971年 - 1973年） | フランク・デンホルム     | 民主党 | ジェームズ・アブレズク | 民主党 |
| 第93議会 （1973年 - 1975年） | フランク・デンホルム     | 民主党 | ジェイムズ・アブドナー | 共和党 |
| 第94議会 （1975年 - 1977年） | ラリー・プレスラー       | 共和党 | ジェイムズ・アブドナー | 共和党 |
| 第95議会 （1977年 - 1979年） | ラリー・プレスラー       | 共和党 | ジェイムズ・アブドナー | 共和党 |
| 第96議会 （1979年 - 1981年） | トム・ダシュル           | 民主党 | ジェイムズ・アブドナー | 共和党 |
| 第97議会 （1981年 - 1983年） | トム・ダシュル           | 民主党 | クリント・ロバーツ     | 共和党 |

### 全州選挙区(第98議会〜)
| 議会                          | 全州選挙区               | 政党   |
| ----------------------------- | ------------------------ | ------ |
| 第98議会 （1983年 - 1985年）  | トム・ダシュル           | 民主党 |
| 第99議会 （1985年 - 1987年）  | トム・ダシュル           | 民主党 |
| 第100議会 （1987年 - 1989年） | ティム・ジョンソン       | 民主党 |
| 第101議会 （1989年 - 1991年） | ティム・ジョンソン       | 民主党 |
| 第102議会 （1991年 - 1993年） | ティム・ジョンソン       | 民主党 |
| 第103議会 （1993年 - 1995年） | ティム・ジョンソン       | 民主党 |
| 第104議会 （1995年 - 1997年） | ティム・ジョンソン       | 民主党 |
| 第105議会 （1997年 - 1999年） | ジョン・スーン           | 共和党 |
| 第106議会 （1999年 - 2001年） | ジョン・スーン           | 共和党 |
| 第107議会 （2001年 - 2003年） | ジョン・スーン           | 共和党 |
| 第108議会 （2003年 - 2005年） | ビル・ヤンクロウ         | 共和党 |
| 第108議会 （2003年 - 2005年） | ステファニー・サンドリン | 民主党 |
| 第109議会 （2005年 - 2007年） | ステファニー・サンドリン | 民主党 |
| 第110議会 （2007年 - 2009年） | ステファニー・サンドリン | 民主党 |
| 第111議会 （2009年 - 2011年） | ステファニー・サンドリン | 民主党 |
| 第112議会 （2011年 - 2013年） | クリスティ・ノウム       | 共和党 |
| 第113議会 （2013年 - 2015年） | クリスティ・ノウム       | 共和党 |
| 第114議会 （2015年 - 2017年） | クリスティ・ノウム       | 共和党 |
| 第115議会 （2017年 - 2019年） | クリスティ・ノウム       | 共和党 |
| 第116議会 （2019年 - 2021年） | ダスティ・ジョンソン     | 共和党 |
| 第117議会 （2021年 - 2023年） | ダスティ・ジョンソン     | 共和党 |